# Войцех Ягельський
Войцех Ягельський (пол. Wojciech Jagielski; нар. 12 вересня 1960, Ґоворово, Польща) — польський репортер, письменник, колишній військовий кореспондент. Спеціаліст з Африки, Кавказу та Середньої Азії. Лауреат численних літературних премій.

## Життєпис
Народився 12 вересня 1960 року у селищі Ґоворово, Остроленцький повіт, Польща. Закінчив середню школу імені Владислав IV у Варшаві. Випускник факультету журналістики та політології Варшавського університету. Після навчання короткий час працював на телебаченні, а потім з 1986 року у Польському агентстві з преси. Деякий час цікавився життям та історією африканського континенту, але потім перемикнув увагу на дослідження Кавказу. В червні 1989 року отримав направлення до Москви на тримісячне стажування. З 1991 року він перейшов працювати до «Газети Виборчі», де і писав статті до 2012 року. Войцеї Ягельский лауреат премії Асоціації польських журналістів та лІтературної премії ім. Даріуша Фікуса. У 2014 році Ягельський був нагороджений Орденом Відродження Польщі (лицарський ступінь).

## Твори
- «Dobre miejsce do umierania» ze wstępem Ryszarda Kapuścińskiego, Wydawnictwo Historia i Szuka, Seria z Piramidą (1994);
- «Modlitwa o deszcz», (2002);
- «Wieże z kamienia», (2004);
- «Nocni wędrowcy», (2009);
- «Wypalanie traw», (2012);
- «Trębacz z Tembisy», (2013);
- «Wszystkie wojny Lary», (2015), у 2019 була видана українською видавництвом Човен.
- «Na Wschód od Zachodu», (2018)[3]